# 1458
1458. је била проста година.

## Догађаји
- На челу Деспотовине Србије су током 1458-1459. године били Јелена и Стефан Бранковић све до 20. јуна 1459. године када су Смедерево заузели Турци Османлије.

### Јануар је без борбе припало Турцима
- 24. јануар — Матија Хуњади постаје краљ Мађарске
- 2. март — Јиржи Подјебрадски је изабран за краља Бохемије.

## Смрти
- 20. фебруар — Лазар Бранковић

### Јун
- 27. јун — краљ Алфонсо V од Арагона (рођен 1396)

### Август
- 6. август — папа Калист III (рођен 1378)